# Llista de ministres d'afers exteriors d'Espanya
Aquesta és la llista de ministres d'afers exteriors d'Espanya des del regnat de Josep I Bonaparte fins a l'actualitat

## Llista de ministres
| Període                                     | Inici                  | Fi                                                | Nom                                                | Partit                | Imatge |
| ------------------------------------------- | ---------------------- | ------------------------------------------------- | -------------------------------------------------- | --------------------- | ------ |
| Regnat de Josep I (1808-1813)               | 7 de juliol de 1808    | 27 de juny de 1813                                | Mariano Luis de Urquijo                            |                       |        |
| Junta Suprema Central (1808-1812)           |                        |                                                   |                                                    |                       |        |
| 15 d'octubre de 1808                        | 13 d'octubre de 1809   | Pedro Cevallos Guerra (4)                         |                                                    |                       |        |
| 13 d'octubre de 1809                        | 30 d'octubre de 1809   | Eusebio de Bardaxí y de Azara (4)                 |                                                    |                       |        |
| 30 d'octubre de 1809                        | 6 de febrer de 1812    | Francisco Saavedra (4)                            |                                                    |                       |        |
| 6 de febrer de 1812                         | 23 de juny de 1812     | Eusebio de Bardaxí y de Azara (4)                 |                                                    |                       |        |
| 23 de juny de 1812                          | 27 de setembre de 1812 | Carlos Martínez de Irujo y Tacón (3)              |                                                    |                       |        |
| 27 de setembre de 1812                      | 11 de juliol de 1813   | Pedro Gómez Labrador (4)                          |                                                    |                       |        |
| 11 de juliol de 1813                        | 10 d'octubre de 1813   | Antonio Cano Ramírez de Arellano (4)              | interí                                             |                       |        |
| 10 d'octubre de 1813                        | 6 de desembre de 1813  | Juan O'Donojú (4)                                 | interí                                             |                       |        |
| 6 de desembre de 1813                       | 4 de maig de 1814      | José Luyando (4)                                  | interí                                             |                       |        |
| Regnat de Ferran VII (1814-1833)            |                        |                                                   |                                                    |                       |        |
| 4 de maig de 1814                           | 15 de novembre de 1814 | José Miguel de Carvajal y Manrique (4)            |                                                    |                       |        |
| 15 de novembre de 1814                      | 30 d'octubre de 1816   | Pedro Cevallos Guerra (4)                         |                                                    |                       |        |
| 30 d'octubre de 1816                        | 14 de setembre de 1818 | José García de León y Pizarro (4)                 |                                                    |                       |        |
| 14 de setembre de 1818                      | 12 de setembre de 1819 | Carlos Martínez de Irujo y Tacón (4)              | interí                                             |                       |        |
| 12 de setembre de 1819                      | 18 de març de 1820     | Joaquín José de Melgarejo y Saurín (4)            |                                                    |                       |        |
| 18 de març de 1820                          | 2 de març de 1821      | Evaristo Pérez de Castro (1)                      |                                                    |                       |        |
| 2 de març de 1821                           | 8 de gener de 1822     | Eusebio de Bardaxí y de Azara (1)                 | interí                                             |                       |        |
| 8 de gener de 1822                          | 24 de gener de 1822    | Ramón López Pelegrín (1)                          | interí                                             |                       |        |
| 24 de gener de 1822                         | 30 de gener de 1822    | José Gabriel de Silva-Bazán y Waldstein (1)       |                                                    |                       |        |
| 30 de gener de 1822                         | 28 de febrer de 1822   | Ramón López Pelegrín (1)                          | interí                                             |                       |        |
| 28 de febrer de 1822                        | 5 d'agost de 1822      | Francisco Martínez de la Rosa (1)                 |                                                    |                       |        |
| 5 d'agost de 1822                           | 25 d'abril 1823        | Evaristo Fernández de San Miguel (1)              |                                                    |                       |        |
| 25 d'abril de 1823                          | 7 de maig de 1823      | José Manuel Vadillo Hernández (1)                 | interí                                             |                       |        |
| 13 de maig de 1823                          | 29 d'agost de 1823     | José María Pando (1)                              |                                                    |                       |        |
| 4 de setembre de 1823                       | 30 de setembre de 1823 | José Luyando (1)                                  |                                                    |                       |        |
| 30 de setembre de 1823                      | 2 de desembre de 1823  | Victor Damián Sáez (4)                            |                                                    |                       |        |
| 2 de desembre de 1823                       | 18 de gener de 1824    | Carlos Martínez de Irujo y Tacón (4)              |                                                    |                       |        |
| 18 de gener de 1824                         | 11 de juliol de 1824   | Narciso Heredia y Begines de los Ríos (4)         |                                                    |                       |        |
| 11 de juliol de 1824                        | 24 d'octubre de 1825   | Francisco Cea Bermúdez (4)                        |                                                    |                       |        |
| 24 d'octubre de 1825                        | 19 d'agost de 1826     | Pedro Alcántara Álvarez de Toledo y Salm-Salm (4) |                                                    |                       |        |
| 19 d'agost de 1826                          | 20 de gener de 1832    | Manuel González Salmón (4)                        | interí                                             |                       |        |
| 20 de gener de 1832                         | 1 d'octubre de 1832    | Antonio de Saavedra y Frígola (4)                 | interí                                             |                       |        |
| 1 d'octubre de 1832                         | 29 de novembre de 1833 | Francisco Cea Bermúdez (4)                        |                                                    |                       |        |
| Regència de Maria Cristina (1833-1840)      |                        |                                                   |                                                    |                       |        |
| 29 de novembre de 1833                      | 15 de gener de 1834    | Francisco Cea Bermúdez (1)                        |                                                    |                       |        |
| 15 de gener de 1834                         | 7 de juny de 1835      | Francisco Martínez de la Rosa (1)                 |                                                    |                       |        |
| 7 de juny de 1835                           | 14 de setembre de 1835 | José María Queipo de Llano (1)                    |                                                    |                       |        |
| 14 de setembre de 1835                      | 4 d'octubre de 1835    | Miguel Ricardo de Álava                           |                                                    |                       |        |
| 4 d'octubre de 1835                         | 27 d'abril de 1836     | Juan Álvarez Mendizabal                           | interí                                             |                       |        |
| 27 d'abril de 1836                          | 15 de maig de 1836     | Ildefonso Díez de Rivera                          |                                                    |                       |        |
| 15 de maig de 1836                          | 14 d'agost de 1836     | Francisco Javier de Istúriz (1)                   |                                                    |                       |        |
| 14 d'agost de 1836                          | 18 d'agost de 1837     | José María Calatrava (1)                          |                                                    |                       |        |
| 18 d'agost de 1837                          | 16 de desembre de 1837 | Eusebio de Bardaxí y de Azara (1)                 |                                                    |                       |        |
| 16 de desembre de 1837                      | 6 de setembre de 1838  | Narciso Heredia y Begines de los Ríos (1)         |                                                    |                       |        |
| 6 de setembre de 1838                       | 9 de desembre de 1838  | Bernardino V Fernández de Velasco (1)             |                                                    |                       |        |
| 9 de desembre de 1838                       | 19 de juliol de 1840   | Evaristo Pérez de Castro (1)                      |                                                    |                       |        |
| 20 de juliol de 1840                        | 29 d'agost de 1840     | Mauricio Carlos de Onís (1)                       |                                                    |                       |        |
| 29 d'agost de 1840                          | 11 de setembre de 1840 | Juan Antoine y Zayas (1)                          | interí                                             |                       |        |
| 11 de setembre de 1840                      | 16 de setembre de 1840 | Vicente Sancho (1)                                |                                                    |                       |        |
| Regència de Baldomero Espartero (1840-1843) |                        |                                                   |                                                    |                       |        |
| 16 de setembre de 1840                      | 20 de maig de 1841     | Joaquín María Ferrer (1)                          |                                                    |                       |        |
| 20 de maig de 1841                          | 17 de juny de 1842     | Antonio González y González (1)                   |                                                    |                       |        |
| 17 de juny de 1842                          | 9 de maig de 1843      | Ildefonso Díez de Rivera (1)                      | interí                                             |                       |        |
| 9 de maig de 1843                           | 19 de maig de 1843     | Manuel María de Aguilar (1)                       |                                                    |                       |        |
| 19 de maig de 1843                          | 30 de juliol de 1843   | Olegario de los Cuetos (1)                        | interí                                             |                       |        |
| Regnat d' Isabel II (1843-1868)             |                        |                                                   |                                                    |                       |        |
| 25 de juliol de 1843                        | 20 de novembre de 1843 | Joaquín de Frías (1)                              | interí                                             |                       |        |
| 20 de novembre de 1843                      | 29 de novembre de 1843 | Salustiano de Olózaga Almandoz (1)                |                                                    |                       |        |
| 29 de novembre de 1843                      | 3 de maig de 1844      | Luis González Bravo (1)                           | interí                                             |                       |        |
| 3 de maig de 1844                           | 1 de juliol de 1844    | Manuel de la Pezuela y Ceballos (1)               |                                                    |                       |        |
| 1 de juliol de 1844                         | 21 d'agost de 1844     | Ramón María Narváez (1)                           | interí                                             |                       |        |
| 21 d'agost de 1844                          | 12 de febrer de 1846   | Francisco Martínez de la Rosa (1)                 |                                                    |                       |        |
| 12 de febrer de 1846                        | 16 de març de 1846     | Manuel Pando Fernández de Pinedo (1)              |                                                    |                       |        |
| 16 de març de 1846                          | 5 d'abril de 1846      | Ramón María Narváez (1)                           | interí                                             |                       |        |
| 5 d'abril de 1846                           | 28 de gener de 1847    | Francisco Javier de Istúriz (1)                   |                                                    |                       |        |
| 28 de gener de 1847                         | 28 de març de 1847     | Carlos Martínez de Irujo y McKean (1)             |                                                    |                       |        |
| 28 de març de 1847                          | 31 d'agost de 1847     | Joaquín Francisco Pacheco (1)                     |                                                    |                       |        |
| 31 d'agost de 1847                          | 12 de setembre de 1847 | Antonio Caballero (1)                             | interí                                             |                       |        |
| 12 de setembre de 1847                      | 4 d'octubre de 1847    | Modesto Cortázar (1)                              |                                                    |                       |        |
| 4 d'octubre de 1847                         | 23 d'octubre de 1847   | Ramón María Narváez (1)                           |                                                    |                       |        |
| 23 d'octubre de 1847                        | 29 de juliol de 1848   | Carlos Martínez de Irujo y McKean (1)             |                                                    |                       |        |
| 29 de juliol de 1848                        | 19 d'octubre de 1849   | Pedro José Pidal (1)                              |                                                    |                       |        |
| 19 d'octubre de 1849                        | 20 d'octubre de 1849   | Salvador Cea Bermúdez (1)                         |                                                    |                       |        |
| 20 d'octubre de 1849                        | 14 de gener de 1851    | Pedro José Pidal (1)                              |                                                    |                       |        |
| 14 de gener de 1851                         | 5 d'abril de 1851      | Manuel Bertrán de Lis y Ribes (1)                 |                                                    |                       |        |
| 5 d'abril de 1851                           | 7 d'agost de 1852      | Manuel Pando Fernández de Pinedo (1)              |                                                    |                       |        |
| 7 d'agost de 1852                           | 14 de desembre de 1852 | Manuel Bertrán de Lis y Ribes (1)                 |                                                    |                       |        |
| 14 de desembre de 1852                      | 10 de gener de 1853    | Gabriel Aristizábal Reutt (1)                     |                                                    |                       |        |
| 10 de gener de 1853                         | 14 d'abril de 1853     | Federico Roncali (1)                              |                                                    |                       |        |
| 14 d'abril de 1853                          | 21 de juny de 1853     | Luis López de la Torre Ayllón (1)                 |                                                    |                       |        |
| 21 de juny de 1853                          | 18 de juliol de 1854   | Ángel Calderón de la Barca (1)                    |                                                    |                       |        |
| 18 de juliol de 1854                        | 30 de juliol de 1854   | Luis Mayans y Enríquez de Navarra (1)             |                                                    |                       |        |
| 30 de juliol de 1854                        | 29 de novembre de 1854 | Joaquín Francisco Pacheco (1)                     |                                                    |                       |        |
| 29 de novembre de 1854                      | 6 de juny de 1855      | Claudio Antón de Luzuriaga (1)                    |                                                    |                       |        |
| 6 de juny de 1855                           | 14 de juliol de 1856   | Juan Zabala de la Puente (1)                      |                                                    |                       |        |
| 14 de juliol de 1856                        | 12 d'octubre de 1856   | Nicomedes Pastor Díaz (1)                         |                                                    |                       |        |
| 12 d'octubre de 1856                        | 15 d'octubre de 1857   | Pedro José Pidal (1)                              |                                                    |                       |        |
| 15 d'octubre de 1857                        | 25 d'octubre de 1857   | Leopoldo Augusto de Cueto (1)                     | interí                                             |                       |        |
| 25 d'octubre de 1857                        | 14 de gener de 1858    | Francisco Martínez de la Rosa (1)                 |                                                    |                       |        |
| 14 de gener de 1858                         | 30 de juny de 1858     | Francisco Javier de Istúriz (1)                   |                                                    |                       |        |
| 30 de juny de 1858                          | 17 de gener de 1863    | Saturnino Calderón Collantes (1)                  |                                                    |                       |        |
| 17 de gener de 1863                         | 2 de març de 1863      | Francisco Serrano y Domínguez (1)                 |                                                    |                       |        |
| 2 de març de 1863                           | 17 de gener de 1864    | Manuel Pando Fernández de Pinedo (1)              |                                                    |                       |        |
| 17 de gener de 1864                         | 1 de març de 1864      | Lorenzo Arrazola (1)                              |                                                    |                       |        |
| 1 de març de 1864                           | 16 de setembre de 1864 | Joaquín Francisco Pacheco (1)                     |                                                    |                       |        |
| 16 de setembre de 1864                      | 10 de desembre de 1864 | Alejandro Llorente (1)                            |                                                    |                       |        |
| 10 de desembre de 1864                      | 8 de juny de 1865      | Antonio Benavides (1)                             |                                                    |                       |        |
| 8 de juny de 1865                           | 21 de juny de 1865     | Lorenzo Arrazola (1)                              | interí                                             |                       |        |
| 21 de juny de 1865                          | 10 de juliol de 1866   | Manuel Bermúdez de Castro y Díez (1)              | interí                                             |                       |        |
| 13 de juliol de 1866                        | 9 de juny de 1867      | Eusebio Calonge (1)                               |                                                    |                       |        |
| 9 de juny de 1867                           | 27 de juny de 1867     | Alejandro de Castro Casal (1)                     |                                                    |                       |        |
| 27 de juny de 1867                          | 23 d'abril de 1868     | Lorenzo Arrazola (1)                              |                                                    |                       |        |
| 23 d'abril de 1868                          | 30 de setembre de 1868 | Joaquín de Roncali y Ceruti (1)                   |                                                    |                       |        |
| Sexenni Democràtic (1868-1871)              |                        |                                                   |                                                    |                       |        |
| 8 d'octubre de 1868                         | 18 de juny de 1869     | Juan Álvarez Lorenzana (1)                        |                                                    |                       |        |
| 18 de juny de 1869                          | 1 de novembre de 1869  | Manuel Silvela y de Le Vielleuze (1)              |                                                    |                       |        |
| 1 de novembre de 1869                       | 9 de juny de 1870      | Cristino Martos Balbi (1)                         |                                                    |                       |        |
| 9 de juny de 1870                           | 25 de desembre de 1870 | Práxedes Mateo Sagasta (1)                        |                                                    |                       |        |
| 25 de desembre de 1870                      | 4 de gener de 1871     | Juan Bautista Topete (1)                          |                                                    |                       |        |
| Regnat d' Amadeu I d'Espanya (1871-1873)    |                        |                                                   |                                                    |                       |        |
| 4 de gener de 1871                          | 24 de juliol de 1871   | Cristino Martos Balbi (1)                         |                                                    |                       |        |
| 24 de juliol de 1871                        | 5 d'octubre de 1871    | Fernando Fernández de Córdova Valcárcel (1)       | interí                                             |                       |        |
| 5 d'octubre de 1871                         | 20 de novembre de 1871 | José Malcampo (1)                                 | interí                                             |                       |        |
| 20 de novembre de 1871                      | 26 de maig de 1872     | Bonifacio de Blas (1)                             |                                                    |                       |        |
| 26 de maig de 1872                          | 13 de juny de 1872     | Augusto Ulloa (1)                                 |                                                    |                       |        |
| 13 de juny de 1872                          | 12 de febrer de 1873   | Cristino Martos Balbi (1)                         |                                                    |                       |        |
| I República (1873-1874)                     | 12 de febrer de 1873   | 11 de juny de 1873                                | Emilio Castelar (1)                                |                       |        |
| I República (1873-1874)                     | 11 de juny de 1873     | 28 de juny de 1873                                | José Muro y López-Salgado (1)                      |                       |        |
| I República (1873-1874)                     | 28 de juny de 1873     | 18 de juliol de 1873                              | Eleuterio Maisonnave Cutayar (1)                   |                       |        |
| I República (1873-1874)                     | 18 de juliol de 1873   | 8 de setembre de 1873                             | Santiago Soler i Pla (1)                           |                       |        |
| I República (1873-1874)                     | 8 de setembre de 1873  | 3 de gener de 1874                                | José Carvajal Hué (1)                              |                       |        |
| I República (1873-1874)                     | 3 de gener de 1874     | 13 de maig de 1874                                | Práxedes Mateo Sagasta (1)                         |                       |        |
| I República (1873-1874)                     | 13 de maig de 1874     | 31 de desembre de 1874                            | Augusto Ulloa (1)                                  |                       |        |
| Regnat d' Alfons XII (1874-1885)            |                        |                                                   |                                                    |                       |        |
| 31 de desembre de 1874                      | 12 de setembre de 1875 | Alejandro de Castro Casal (1)                     |                                                    |                       |        |
| 12 de setembre de 1875                      | 2 de desembre de 1875  | Emilio Alcalá Galiano (1)                         |                                                    |                       |        |
| 2 de desembre de 1875                       | 14 de gener de 1876    | Fernando Calderón Collantes (1)                   |                                                    |                       |        |
| 14 de gener de 1876                         | 7 de març de 1879      | Manuel Silvela y de Le Vielleuze (1)              |                                                    |                       |        |
| 7 de març de 1876                           | 15 de març de 1879     | Francisco de Borja Queipo de Llano (1)            | interí                                             |                       |        |
| 15 de març de 1879                          | 16 de maig de 1879     | Mariano Roca de Togores y Carrasco (1)            |                                                    |                       |        |
| 16 de maig de 1879                          | 9 de desembre de 1879  | Carlos Manuel O'Donnell (1)                       |                                                    |                       |        |
| 9 de desembre de 1879                       | 20 de gener de 1880    | Francisco de Borja Queipo de Llano (1)            |                                                    |                       |        |
| 20 de gener de 1879                         | 19 de març de 1880     | Antonio Cánovas del Castillo (1)                  | interí                                             |                       |        |
| 19 de març de 1880                          | 8 de febrer de 1881    | José Elduayen Gorriti (1)                         |                                                    |                       |        |
| 8 de febrer de 1881                         | 13 d'octubre de 1883   | Antonio Aguilar y Correa (1)                      |                                                    |                       |        |
| 13 d'octubre de 1883                        | 18 de gener de 1884    | Servando Ruíz Gómez (1)                           |                                                    |                       |        |
| 18 de gener de 1884                         | 27 de novembre de 1885 | José Elduayen Gorriti (1)                         |                                                    |                       |        |
| Regència de Maria Cristina (1885-1902)      | 27 de novembre de 1885 | 14 de juny de 1888                                | Segismundo Moret y Prendergast (1)                 | Liberal               |        |
| Regència de Maria Cristina (1885-1902)      | 14 de juny de 1888     | 5 de juliol de 1890                               | Antonio Aguilar y Correa (1)                       | Liberal               |        |
| Regència de Maria Cristina (1885-1902)      | 5 de juliol de 1890    | 11 de desembre de 1892                            | Carlos Manuel O'Donnell Álvarez y Abreu (1)        | Conservador           |        |
| Regència de Maria Cristina (1885-1902)      | 11 de desembre de 1892 | 5 d'abril de 1893                                 | Antonio Aguilar y Correa (1)                       | Liberal               |        |
| Regència de Maria Cristina (1885-1902)      | 5 d'abril de 1893      | 4 de novembre de 1894                             | Segismundo Moret y Prendergast (1)                 | Liberal               |        |
| Regència de Maria Cristina (1885-1902)      | 4 de novembre de 1894  | 23 de març de 1895                                | Alejandro Groizard y Gómez de la Serna (1)         |                       |        |
| Regència de Maria Cristina (1885-1902)      | 23 de març de 1895     | 19 de gener de 1896                               | Carlos Manuel O'Donnell Álvarez y Abreu (1)        | Conservador           |        |
| Regència de Maria Cristina (1885-1902)      | 19 de gener de 1896    | 5 de març de 1896                                 | José Elduayen Gorriti (1)                          | Conservador           |        |
| Regència de Maria Cristina (1885-1902)      | 5 de març de 1896      | 4 d'octubre de 1897                               | Carlos Manuel O'Donnell Álvarez y Abreu (1)        | Conservador           |        |
| Regència de Maria Cristina (1885-1902)      | 4 d'octubre de 1897    | 18 de maig de 1898                                | Pío Gullón Iglesias (1)                            | Liberal               |        |
| Regència de Maria Cristina (1885-1902)      | 18 de maig de 1898     | 24 de maig de 1898                                | José Gutiérrez de Agüera (1)                       | Liberal               |        |
| Regència de Maria Cristina (1885-1902)      | 24 de maig de 1898     | 4 de març de 1899                                 | Juan Manuel Sánchez y Gutiérrez de Castro (1)      | Liberal               |        |
| Regència de Maria Cristina (1885-1902)      | 4 de març de 1899      | 18 d'abril de 1900                                | Francisco Silvela Le Vielleuze (1)                 | Conservador           |        |
| Regència de Maria Cristina (1885-1902)      | 18 d'abril de 1900     | 6 de març de 1901                                 | Ventura García Sancho Ibarrondo (1)                | Conservador           |        |
| Regència de Maria Cristina (1885-1902)      | 6 de març de 1901      | 17 de maig de 1902                                | Juan Manuel Sánchez y Gutiérrez de Castro (1)      | Liberal               |        |
| Regnat d' Alfons XIII (1902-1923)           | 17 de maig de 1902     | 6 de desembre de 1902                             | Juan Manuel Sánchez y Gutiérrez de Castro (1)      | Liberal               |        |
| Regnat d' Alfons XIII (1902-1923)           | 6 de desembre de 1902  | 20 de juliol de 1903                              | Buenaventura Abarzuza Ferrer (1)                   | Liberal               |        |
| Regnat d' Alfons XIII (1902-1923)           | 20 de juliol de 1903   | 5 de desembre de 1903                             | Manuel Mariátegui y Vinyals (1)                    | Conservador           |        |
| Regnat d' Alfons XIII (1902-1923)           | 5 de desembre de 1903  | 16 de desembre de 1904                            | Faustino Rodríguez San Pedro (1)                   | Conservador           |        |
| Regnat d' Alfons XIII (1902-1923)           | 16 de desembre de 1904 | 27 de gener de 1905                               | Ventura García Sancho Ibarrondo (1)                | Conservador           |        |
| Regnat d' Alfons XIII (1902-1923)           | 27 de gener de 1905    | 23 de juny de 1905                                | Wenceslao Ramírez de Villaurrutia (1)              | Conservador           |        |
| Regnat d' Alfons XIII (1902-1923)           | 23 de juny de 1905     | 31 d'octubre de 1905                              | Felipe Sánchez Román (1)                           | Liberal               |        |
| Regnat d' Alfons XIII (1902-1923)           | 31 d'octubre de 1905   | 1 de desembre de 1905                             | Pío Gullón Iglesias (1)                            | Liberal               |        |
| Regnat d' Alfons XIII (1902-1923)           | 1 de desembre de 1905  | 23 de juny de 1906                                | Juan Manuel Sánchez y Gutiérrez de Castro (1)      | Liberal               |        |
| Regnat d' Alfons XIII (1902-1923)           | 23 de juny de 1906     | 1 de juliol de 1906                               | Emilio de Ojeda y Perpiñán (1)                     | interí                |        |
| Regnat d' Alfons XIII (1902-1923)           | 1 de juliol de 1906    | 6 de juliol de 1906                               | Juan Pérez Caballero y Ferrer (1)                  | Liberal               |        |
| Regnat d' Alfons XIII (1902-1923)           | 6 de juliol de 1906    | 30 de novembre de 1906                            | Pío Gullón Iglesias (1)                            | Liberal               |        |
| Regnat d' Alfons XIII (1902-1923)           | 30 de novembre de 1906 | 25 de gener de 1907                               | Juan Pérez Caballero y Ferrer (1)                  | Liberal               |        |
| Regnat d' Alfons XIII (1902-1923)           | 25 de gener de 1907    | 21 d'octubre de 1909                              | Manuel Allendesalazar Muñoz (1)                    | Conservador           |        |
| Regnat d' Alfons XIII (1902-1923)           | 21 d'octubre de 1909   | 9 de febrer de 1910                               | Juan Pérez Caballero y Ferrer (1)                  | Liberal               |        |
| Regnat d' Alfons XIII (1902-1923)           | 9 de febrer de 1910    | 31 de desembre de 1912                            | Manuel García Prieto (1)                           | Liberal               |        |
| Regnat d' Alfons XIII (1902-1923)           | 31 de desembre de 1912 | 13 de juny de 1913                                | Juan Navarro Reverter (1)                          | Liberal               |        |
| Regnat d' Alfons XIII (1902-1923)           | 13 de juny de 1913     | 27 d'octubre de 1913                              | Antonio López Muñoz (1)                            | Liberal               |        |
| Regnat d' Alfons XIII (1902-1923)           | 27 d'octubre de 1913   | 9 de desembre de 1915                             | Salvador Bermúdez de Castro y O'Lawlor (1)         | Conservador           |        |
| Regnat d' Alfons XIII (1902-1923)           | 9 de desembre de 1915  | 25 de febrer de 1916                              | Miguel Villanueva y Gómez (1)                      | Liberal               |        |
| Regnat d' Alfons XIII (1902-1923)           | 25 de febrer de 1916   | 30 d'abril de 1916                                | Álvaro de Figueroa y Torres (1) interí             | Liberal               |        |
| Regnat d' Alfons XIII (1902-1923)           | 30 d'abril de 1916     | 19 d'abril de 1917                                | Amalio Gimeno y Cabañas (1)                        | Liberal               |        |
| Regnat d' Alfons XIII (1902-1923)           | 19 d'abril de 1917     | 11 de juny de 1917                                | Juan Alvarado y del Saz (1)                        | Liberal               |        |
| Regnat d' Alfons XIII (1902-1923)           | 11 de juny de 1917     | 3 de novembre de 1917                             | Salvador Bermúdez de Castro y O'Lawlor (1)         | Conservador           |        |
| Regnat d' Alfons XIII (1902-1923)           | 3 de novembre de 1917  | 22 de març de 1918                                | Manuel García Prieto (1)                           | Liberal               |        |
| Regnat d' Alfons XIII (1902-1923)           | 22 de març de 1918     | 9 de novembre de 1918                             | Eduardo Dato e Iradier (1)                         | Conservador           |        |
| Regnat d' Alfons XIII (1902-1923)           | 9 de novembre de 1918  | 15 d'abril de 1919                                | Álvaro de Figueroa y Torres (1)                    | Liberal               |        |
| Regnat d' Alfons XIII (1902-1923)           | 15 d'abril de 1919     | 20 de juliol de 1919                              | Manuel González Hontoria (1)                       | Liberal               |        |
| Regnat d' Alfons XIII (1902-1923)           | 20 de juliol de 1919   | 14 d'agost de 1921                                | Salvador Bermúdez de Castro y O'Lawlor (1)         | Conservador           |        |
| Regnat d' Alfons XIII (1902-1923)           | 14 d'agost de 1921     | 8 de març de 1922                                 | Manuel González Hontoria (1)                       | Liberal               |        |
| Regnat d' Alfons XIII (1902-1923)           | 8 de març de 1922      | 4 de desembre de 1922                             | Joaquín Fernández Prida (1)                        | Conservador           |        |
| Regnat d' Alfons XIII (1902-1923)           | 4 de desembre de 1922  | 7 de desembre de 1922                             | Francisco Bergamín García (1)                      | Conservador           |        |
| Regnat d' Alfons XIII (1902-1923)           | 7 de desembre de 1922  | 15 de setembre de 1923                            | Manuel García Prieto (1)                           | Liberal               |        |
| Dictadura de Primo de Rivera (1923-1931)    | 15 de setembre de 1923 | 3 de desembre de 1925                             | Fernando Espinosa de los Monteros y Bermejillo (1) |                       |        |
| Dictadura de Primo de Rivera (1923-1931)    | 3 de desembre de 1925  | 20 de febrer de 1927                              | José María Yanguas y Messía (1)                    | Conservador           |        |
| Dictadura de Primo de Rivera (1923-1931)    | 20 de febrer de 1927   | 3 de novembre de 1928                             | Miguel Primo de Rivera y Orbaneja (1)              | UP                    |        |
| Dictadura de Primo de Rivera (1923-1931)    | 3 de novembre de 1928  | 30 de gener de 1930                               | Miguel Primo de Rivera y Orbaneja (2)              | UP                    |        |
| Dictadura de Primo de Rivera (1923-1931)    | 30 de gener de 1930    | 18 de febrer de 1931                              | Jacobo Fitz-James Stuart y Falcó (1)               |                       |        |
| Dictadura de Primo de Rivera (1923-1931)    | 18 de febrer de 1931   | 14 d'abril de 1931                                | Álvaro de Figueroa y Torres (1)                    | Liberal               |        |
| II República (1931-1939)                    | 14 d'abril de 1931     | 16 de desembre de 1931                            | Alejandro Lerroux García (1)                       | Radical               |        |
| II República (1931-1939)                    | 16 de desembre de 1931 | 12 de juny de 1933                                | Lluís de Zulueta i Escolano (1)                    | PRLD                  |        |
| II República (1931-1939)                    | 12 de juny de 1933     | 12 de setembre de 1933                            | Fernando de los Ríos Urruti (1)                    | PSOE                  |        |
| II República (1931-1939)                    | 12 de setembre de 1933 | 16 de desembre de 1933                            | Claudio Sánchez-Albornoz Meduiña (1)               | Acció Republicana     |        |
| II República (1931-1939)                    | 16 de desembre de 1933 | 4 d'octubre de 1934                               | Leandro Pita Romero (1)                            | Radical               |        |
| II República (1931-1939)                    | 4 d'octubre de 1934    | 16 de novembre de 1934                            | Ricardo Samper Ibáñez (1)                          | Radical               |        |
| II República (1931-1939)                    | 16 de novembre de 1934 | 25 de setembre de 1935                            | Juan José Rocha i García (1)                       | Radical               |        |
| II República (1931-1939)                    | 25 de setembre de 1935 | 29 d'octubre de 1935                              | Alejandro Lerroux García (1)                       | Radical               |        |
| II República (1931-1939)                    | 29 d'octubre de 1935   | 30 de desembre de 1935                            | José Martínez de Velasco (1)                       | Agrari                |        |
| II República (1931-1939)                    | 30 de desembre de 1935 | 19 de febrer de 1936                              | Joaquín Urzáiz Cadaval (1)                         |                       |        |
| II República (1931-1939)                    | 19 de febrer de 1936   | 19 de juliol de 1936                              | Augusto Barcia Trelles (1)                         | Acció Republicana     |        |
| II República (1931-1939)                    | 19 de juliol de 1936   | 19 de juliol de 1936                              | Justino de Azcárate y Flórez (1)                   | PNR                   |        |
| II República (1931-1939)                    | 19 de juliol de 1936   | 4 de setembre de 1936                             | Augusto Barcia Trelles (1)                         | Acció Republicana     |        |
| II República (1931-1939)                    | 4 de setembre de 1936  | 17 de maig de 1937                                | Julio Álvarez del Vayo (1)                         | PSOE                  |        |
| II República (1931-1939)                    | 17 de maig de 1937     | 5 d'abril de 1938                                 | José Giral Pereira (1)                             | Izquierda Republicana |        |
| II República (1931-1939)                    | 5 d'abril de 1938      | 5 de març de 1939                                 | Julio Álvarez del Vayo (1)                         | PSOE                  |        |
| II República (1931-1939)                    | 5 de març de 1939      | 1 d'abril de 1939                                 | Julián Besteiro (1)                                | PSOE                  |        |
| Franquisme (1936-1975)                      | 31 de gener de 1938    | 9 d'agost de 1939                                 | Francisco Gómez-Jordana Sousa (2)                  |                       |        |
| Franquisme (1936-1975)                      | 9 d'agost de 1939      | 16 d'octubre de 1940                              | Juan Luis Beigbeder Atienza (2)                    |                       |        |
| Franquisme (1936-1975)                      | 16 d'octubre de 1940   | 3 de setembre de 1942                             | Ramón Serrano Suñer (2)                            |                       |        |
| Franquisme (1936-1975)                      | 3 de setembre de 1942  | 3 d'agost de 1944                                 | Francisco Gómez-Jordana Sousa (2)                  |                       |        |
| Franquisme (1936-1975)                      | 3 d'agost de 1944      | 20 de juliol de 1945                              | José Félix de Lequerica Erquiza (2)                |                       |        |
| Franquisme (1936-1975)                      | 20 de juliol de 1945   | 25 de febrer de 1957                              | Alberto Martín-Artajo Álvarez (2)                  |                       |        |
| Franquisme (1936-1975)                      | 25 de febrer de 1957   | 29 d'octubre de 1969                              | Fernando María de Castiella Maíz (2)               |                       |        |
| Franquisme (1936-1975)                      | 29 d'octubre de 1969   | 11 de juny de 1973                                | Gregorio López-Bravo de Castro (2)                 |                       |        |
| Franquisme (1936-1975)                      | 11 de juny de 1973     | 30 de gener de 1974                               | Laureà López Rodó (2)                              |                       |        |
| Franquisme (1936-1975)                      | 30 de gener de 1974    | 11 de desembre de 1975                            | Pedro Cortina Mauri (2)                            |                       |        |
| Regnat de Joan Carles I (1975-2014)         | 11 de desembre de 1975 | 7 de juliol de 1976                               | José María de Areilza (2)                          | CD                    |        |
| Regnat de Joan Carles I (1975-2014)         | 7 de juliol de 1976    | 8 de setembre de 1980                             | Marcelino Oreja Aguirre (2)                        | UCD                   |        |
| Regnat de Joan Carles I (1975-2014)         | 8 de setembre de 1980  | 2 de desembre de 1982                             | José Pedro Pérez-Llorca (2)                        | UCD                   |        |
| Regnat de Joan Carles I (1975-2014)         | 2 de desembre de 1982  | 4 de juliol de 1985                               | Fernando Morán López (2)                           | PSOE                  |        |
| Regnat de Joan Carles I (1975-2014)         | 4 de juliol de 1985    | 24 de juny de 1992                                | Francisco Fernández Ordóñez (2)                    | PSOE                  |        |
| Regnat de Joan Carles I (1975-2014)         | 24 de juny de 1992     | 18 de desembre de 1995                            | Javier Solana Madariaga (2)                        | PSOE                  |        |
| Regnat de Joan Carles I (1975-2014)         | 18 de desembre de 1995 | 5 de maig de 1996                                 | Carlos Westendorp Cabeza (2)                       | PSOE                  |        |
| Regnat de Joan Carles I (1975-2014)         | 5 de maig de 1996      | 27 d'abril de 2000                                | Abel Matutes Juan (2)                              | PP                    |        |
| Regnat de Joan Carles I (1975-2014)         | 27 d'abril de 2000     | 9 de juliol de 2002                               | Josep Piqué i Camps (2)                            | PP                    |        |
| Regnat de Joan Carles I (1975-2014)         | 9 de juliol de 2002    | 17 d'abril de 2004                                | Ana Palacio Vallelersundi (2)                      | PP                    |        |
| Regnat de Joan Carles I (1975-2014)         | 17 d'abril de 2004     | 20 d'octubre de 2010                              | Miguel Ángel Moratinos Cuyaubé (3)                 | PSOE                  |        |
| Regnat de Joan Carles I (1975-2014)         | 20 d'octubre de 2010   | 22 de desembre de 2011                            | Trinidad Jiménez García-Herrera (3)                | PSOE                  |        |
| Regnat de Joan Carles I (1975-2014)         | 22 de desembre de 2011 | 4 de novembre de 2016                             | José Manuel García-Margallo y Marfil (3)           | PP                    |        |
| Regnat de Felip VI d'Espanya (2014-)        | 4 de novembre de 2016  | En exercici                                       | Alfonso María Dastis Quecedo (3)                   | PP                    |        |